# American Gothic
American Gothic ou Gótico Americano é uma pintura de Grant Wood da coleção do Art Institute of Chicago. A inspiração de Wood veio de uma casa desenhada em estilo gótico rural com uma distinta janela superior e uma decisão de pintar junto a casa com "o tipo de pessoa que eu imaginava viver naquela casa." A pintura mostra um fazendeiro ao lado de sua filha. A mulher está vestida com um avental em estilo colonial americano e o homem segura uma forquilha.

## Criação

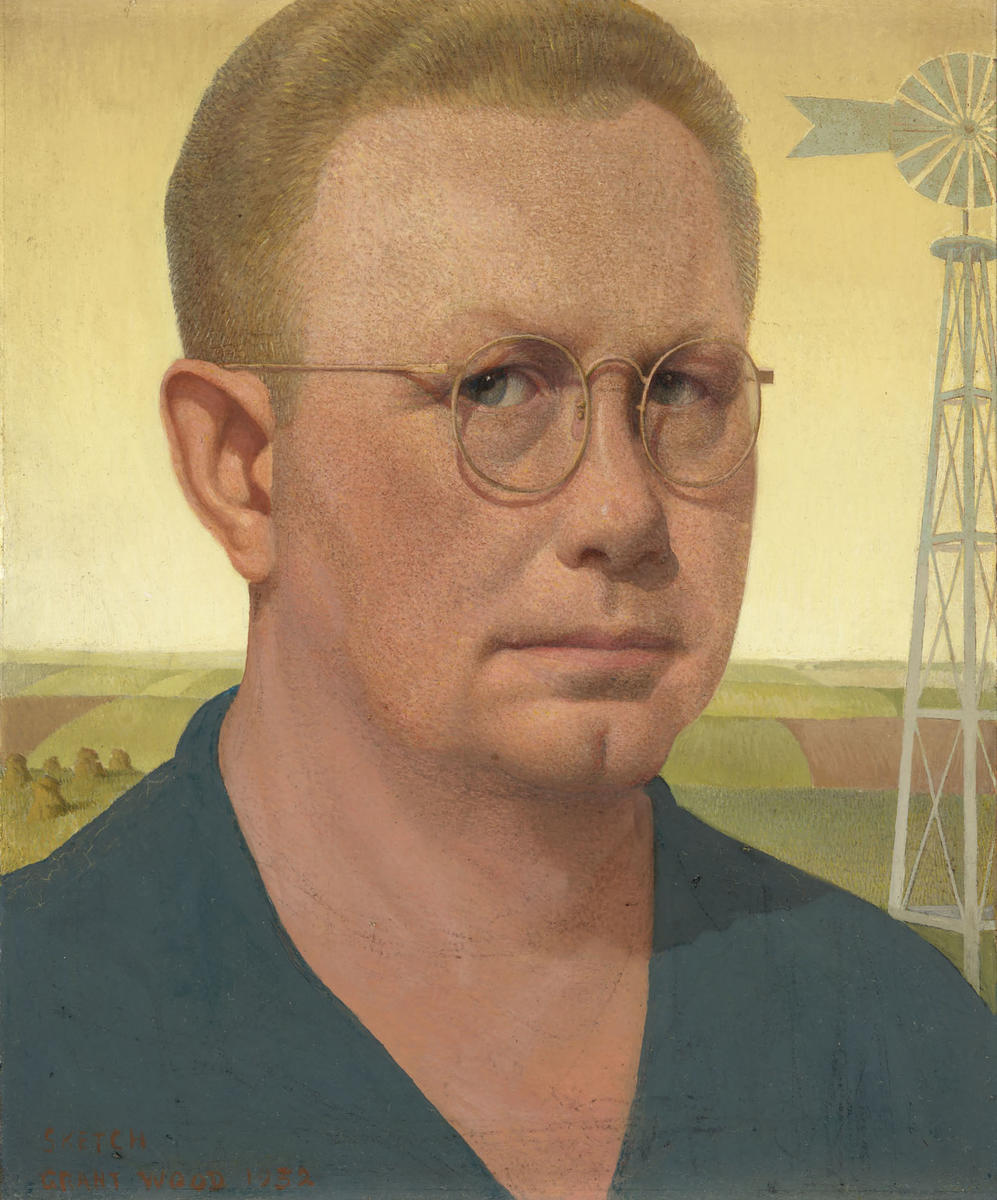
Grant Wood, Autorretrato, 1932, Figge Art Museum

Em agosto de 1930, Grant Wood, um pintor americano com formação na escola europeia, passeava por Eldon, no estado americano de Iowa, na companhia de um pintor local, John Sharp, procurando inspiração. Foi então que reparou uma uma pequena casa branca construída em estilo revivalista gótico, conhecida como Dibble House. Segundo um dos biógrafos do pintor, Wood achou a casa "uma forma de pretenciosismo emprestado e um absurdo estrutural, ao colocar uma janela em estilo gótico numa humilde e frágil casa de madeira".
Após obter autorização dos proprietários, a família Jones, Wood executou prontamente um esboço a óleo sobre cartão da vista frontal da casa. O esboço, inspirado nas catedrais góticas que o pintor visitara na Europa, acentuava as características arquitectónicas da casa original, exibindo um telhado mais inclinado e uma janela mais comprida com um arco ogival mais pronunciado.[carece de fontes?]
Grant Wood era um grande apreciador da cultura e tradições da região centro-oeste dos Estados Unidos, e decidiu pintar a Dibble House juntamente com “o tipo de pessoas que eu imaginei que vivessem nesta casa”. Ele chamou a sua irmã Nan para servir de modelo feminino, vestindo-a com um avental de padrão colonial, evocando a arte tradicional americana do século XIX, e o seu dentista pessoal , o Dr. Byron McKeeby (1867–1950), para o modelo masculino. Tal como na pintura da casa, ambos os modelos foram pintados em sessões separadas.

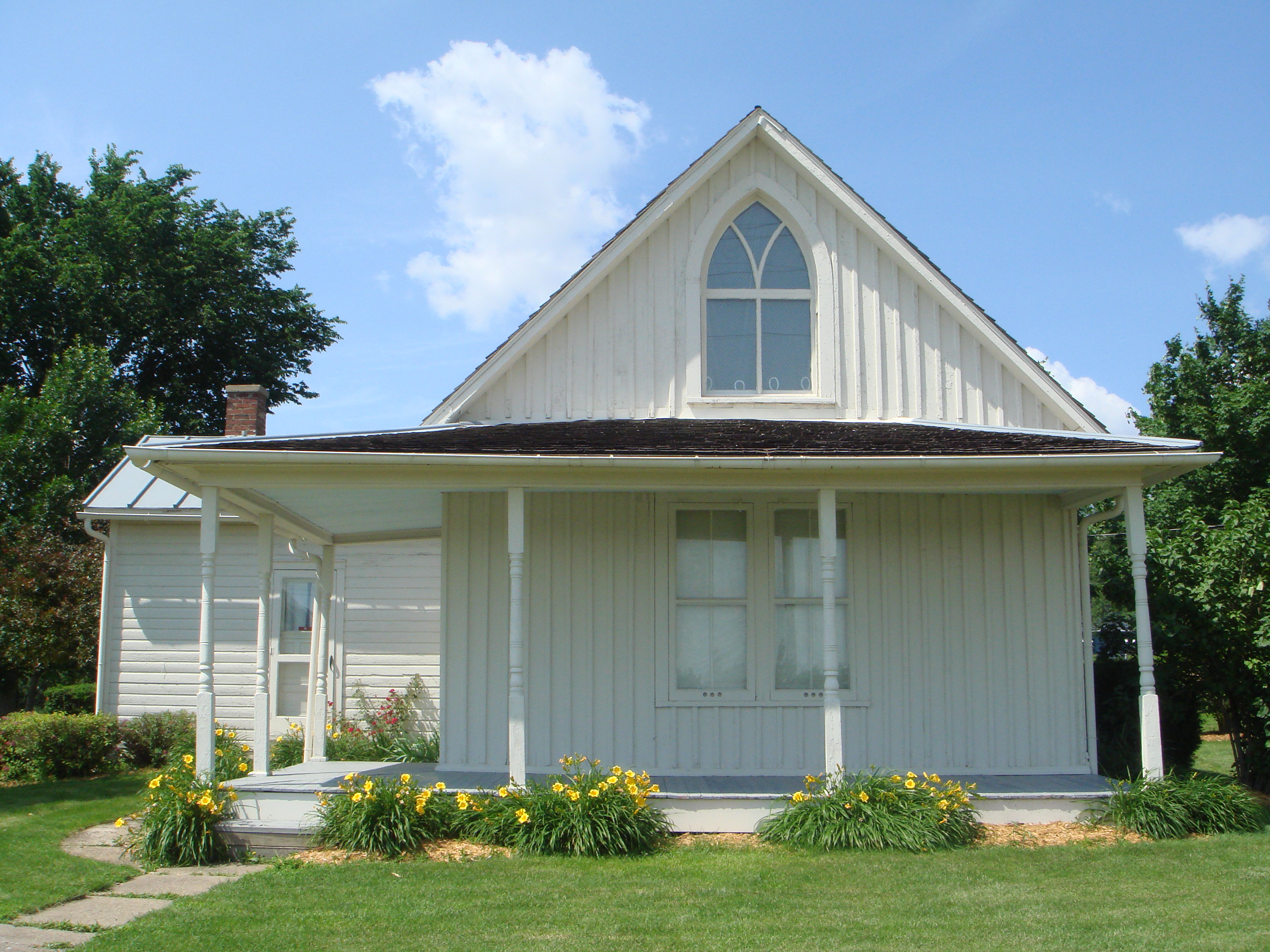
A casa que inspirou a pintura, em foto de abril de 2007

Nan, talvez embaraçada por ser representada como a mulher de um homem com o dobro da sua idade,[carece de fontes?] disse que o irmão idealizou o casal como um pai e uma filha, em vez de um marido e  mulher, algo que o próprio Grant Wood confirmou numa carta que ele escreveu a uma admiradora: "A cerimoniosa senhora que o acompanha é a sua filha adulta".
Nota-se uma profunda influência da pintura flamenga, muito apreciada pelo pintor, no estilo altamente detalhado e polido do quadro, e na rígida frontalidade das duas figuras. Os elementos da pintura acentuam a verticalidade associada à arquitectura gótica. A forquilha de três pontas repete-se na costura do macacão, na estrutura da face do homem e na janela gótica da casa.[carece de fontes?] Nos vasos do alpendre da casa, estão plantadas espadas-de-são-jorge e begónias, e do lado esquerdo da composição por detrás das árvores, podemos observar o pináculo da torre de uma igreja.[carece de fontes?]

## Recepção e interpretação
Wood concorreu com a obra a uma competição do Art Institute de Chicago. Um dos júris alcunhou o quadro de os "amantes cómicos", mas um mecenas do museu persuadiu os jurados a atribuir a medalha de bronze ao quadro e a quantia de 300 dólares em prémio monetário. O mecenas persuadiu ainda o Instituto a comprar a pintura que ainda hoje permanece no acervo da instituição.
A imagem rapidamente começou a ser reproduzida em jornais, primeiro no Chicago Evening Post e depois em Nova Iorque, Boston, Kansas City, e Indianápolis.
Wood recebeu no entanto uma reacção negativa quando a imagem foi finalmente publicada no Gazette Cedar Rapids. Os habitantes do Iowa ficaram furiosos por terem sido representados como uns "caquéticos, sombrios e puritanos religiosos ".  Wood declarou em sua defesa, que não pintara uma caricatura dos habitantes do Iowa, mas uma representação do seu apreço, afirmando: "Eu tive que ir a França para apreciar o Iowa. "
Os críticos de arte com opiniões favoráveis do quadro, como Gertrude Stein e Christopher Morley,  também partiram do pressuposto que a pintura pretendia ser uma sátira ao dia-a-dia das pequenas cidades rurais da América.
Uma outra interpretação do quadro, encara-o como um " retrato de luto antiquado... as cortinas penduradas nas janelas do piso de cima e no piso de baixo, que estão fechadas a meio do dia, são um sinal de luto na América vitoriana. A mulher usa um vestido preto por baixo do avental, e desvia o olhar como se estivesse a conter as lágrimas. Podemos imaginar que a mulher sofre pelo homem que está ao seu lado..." Wood tinha apenas 10 anos quando o pai morreu, vivendo os anos seguintes por cima de uma garagem reservada a carros fúnebres," por isso era morte que ele tinha em mente.